# Liste de personnalités liées à Joinville-le-Pont
Liste de personnalités étant nées ou ayant vécu à Joinville-le-Pont (Seine puis Val-de-Marne) ainsi que dans la commune de La Branche-du-Pont-de-Saint-Maur, nom antérieur de la commune jusqu’en 1831.

## Sont nés à Joinville-le-Pont
- Pierre Aubry (homme politique)
- Camille Bainville
- Roger Belbéoch
- Marc Bouissou
- Marcelle Bourgat
- Georges Capgras
- Henry Coëylas
- Thomas Da Costa
- Raymond Dedonder
- Daniel Diot
- Lionel Dubray
- José Engel
- Maurice de Féraudy
- Zoé Garcia
- Claude Grégory
- Christian Guilbert
- Charles-Jérémie Hemardinquer
- Henri Jougla de Morenas
- Robert Juillard
- Émile Kuntz
- Louis-Auguste Lapito
- Henri Laurent-Desrousseaux
- Émile Lecuirot
- Bernard Maitenaz
- Osanne
- Gabriel Pinson
- Marthe et Juliette Vesque

## Sont morts à Joinville-le-Pont
- Jean Ache
- Jean Acher
- Louis-Félix Amiel
- Ernest Barberolle
- Jules-Ferdinand Baulard
- Jean-Baptiste Colbert de Beaulieu
- Joseph Belbéoch
- Germaine Benoit
- Jean Baptiste Louis Besançon
- Édouard Boureau
- Charles-Pierre Chapsal
- Arthur Cobalet
- Jean-Charles Contour
- Apollon Delaherche
- Jules Dornay
- Ida Faubert
- Alix Fournier
- Georges Girard
- Cécile Goldet
- Michel Guillou
- Henri Janvier
- Joseph Jougla
- Jean-Baptiste Jupille
- Joseph-Marie Kownacki
- Émile Lecuirot
- Léon Lesestre
- Edme Lheureux
- Nicolas Lheureux
- Jean Barthelemy Perrier
- Laurent-François Pinson
- Laurent-Nicolas Pinson
- Pierre Prévert
- Paul Preyat
- Louis Ravet
- Jules Édouard Roiné
- Louise Rousseau
- Pierre Schaken
- Auguste Serraillier
- Amélie Trayaud
- Louis Dupont

## Sont enterrés au cimetière de Joinville-le-Pont
- Pierre Aubry (homme politique)
- Camille Bainville
- Joseph Belbéoch
- Roger Belbéoch
- Charles-Pierre Chapsal
- Ida Faubert
- Henri Jougla de Morenas
- Jean-Baptiste Jupille
- Osanne
- Jean-Louis Pariselle
- Catherine Prévert
- Pierre Prévert
- Pierre Schaken
- Louis Dupont

## Habitent ou ont habité Joinville-le-Pont
- Louis-Félix Amiel
- Roger Bambuck
- Ernest Barberolle
- Marcel Bardiaux
- Jules-Ferdinand Baulard
- Jean-Baptiste Colbert de Beaulieu
- Roger Benenson
- Édouard Boureau
- Georges Bousquié
- Arthur Cobalet
- Lionel Dubray
- Auguste Giroux
- Marie-Louise Iribe
- Ernest Jouin
- Patrick Jouin
- Claude Mann
- Gaston Marot
- Georges Moreau
- Raymond Nègre
- Fabien Onteniente
- Georges Piot
- Alfred Plé
- Pierre Schaken
- Philippe Val
- Géraud Venzac
- Laurent Voulzy
- Élisabeth Wiener